# Paddy Hehir
Patrick O'Sullivan, conocido como Paddy Hehir, (1889 - ?) fue un ciclista australiano, profesional desde 1907 hasta 1926. Destacó en las carreras de seis días donde consiguió siete victorias.

## Palmarés
- 1907
  - 1.º en los Seis días de Atlantic City (con Eddy Root)
- 1911
  - 1.º en los Seis días de Sydney (con Alfred Goullet)
- 1912
  - 1.º en los Seis días de Melbourne (con Alfred Goullet)
  - 1.º en los Seis días de Toronto (con Eddy Root)
- 1913
  - 1.º en los Seis días de Buffalo (con Peter Drobach)
  - 1.º en los Seis días de Newark (con Peter Drobach)
  - 1.º en los Seis días de Indianápolis (con Peter Drobach)